# Saulchoy-sous-Poix
 Saulchoy-sous-Poix  es una comuna y población de Francia, en la región de Picardía, departamento de Somme, en el distrito de Amiens y cantón de Poix-de-Picardie.
Su población en el censo de 1999 era de 35 habitantes.
Está integrada en la Communauté de communes du Sud-Ouest Amiénois .

## Demografía
| 31 | 19 | 22 | 31 | 32 | 35 |
| Para los censos de 1962 a 1999 la población legal corresponde a la población sin duplicidades (Fuente: INSEE [Consultar]) |    |    |    |    |    |

- Datos: Q1214879
- Multimedia: Saulchoy-sous-Poix / Q1214879

1. ↑  Worldpostalcodes.org, código postal n.º 80290.
2. ↑  INSEE, Datos de población para el año 2012 de Saulchoy-sous-Poix (en francés).